# BitTorrent-трекер
BitTorrent-тре́кер або просто тре́кер (англ. tracker) — спеціалізований сервер, який виконує координацію клієнтів («пірів») по протоколу BitTorrent. 

## Загальні відомості
Трекер використовується для того, щоб клієнти могли знайти один одного. На трекері зберігаються IP-адреси клієнтів, вхідні порти клієнтів та хеш-суми, які унікальним чином ідентифікують об'єкти, що беруть участь у завантаженнях. За стандартом, імена файлів на трекері не зберігаються та взнати їх за хеш-сумами не можна. Проте на практиці часто трекер окрім своєї основної функції виконує також функцію невеличкого вебсервера. Такий сервер зберігає файли метаданих, що містять значення хеш-функції та разом з ними опис файлів, що розповсюджуються, кількість розповсюджувачів, статистику завантажень та ін.

## Особливості користування торент-трекерами
На початку 2023 року, Держспецзв’язку України офіційно попередив вітчизняних користувачів, що завантаження зламаного програмного забезпечення – вкрай небезпечне. Зазвичай таке ПЗ розповсюджується за допомогою торент-трекерів, чим активно користуються зловмисники, в тому числі й російські спецслужби, які додають до зламаного ПЗ шкідливий код. Про це йшлося у звіті Держспецзв’язку. Як виявилося, хакери троянізують ISO та установчі файли й розміщують їх у безкоштовному доступі на торент-трекерах. Якщо жертва завантажує та встановлює такі файли на свій комп'ютер, хакери дістають доступ до його вмісту і можуть протягом тривалого часу залишатися непомітними. 
У багатьох пострадянських країнах системні адміністратори й досі використовують неліцензійне програмне забезпечення (в тому числі, операційні системи) в установах та компаніях різних форм власності, що розповсюджується за допомогою торент-трекерів. Встановлюючи зламане ПЗ із торентів, вони фактично надають доступ російським спецслужбам до вмісту своїх робочих ЕОМ. Особливо небезпечним є використання зламаної операційної системи, адже в такому випадку зловмисники мають повний адміністративний доступ до комп'ютера, на якому її встановлено. Пересічні українські користувачі також перебувають у зоні ризику, встановлюючи неліцензійне програмне забезпечення з неофіційних джерел, торентів зокрема, — попередило Держспецзв’язку.